# Monteleone di Spoleto
Monteleone di Spoleto település Olaszországban, Umbria régióban, Perugia megyében. Lakosainak száma 555 fő (2023. január 1.). Monteleone di Spoleto Cascia, Ferentillo, Leonessa, Poggiodomo, Sant'Anatolia di Narco és Scheggino községekkel határos.

## Népesség
A település lakossága az elmúlt években az alábbi módon változott:
| Lakosok száma | 599  | 589  | 555  |
|               | 2015 | 2018 | 2023 |